# Wellendigitalfilter
Ein Wellendigitalfilter (engl. Wave Digital Filter) ist ein digitales Filter, welches im Bereich der digitalen Signalverarbeitung eingesetzt wird. Die Besonderheit dieses Filtertyps liegt darin, dass ausgehend von passiven analogen Filtern, welche elektrische Schaltungen mit Kondensatoren, Induktivitäten und elektrischen Widerständen sind, der Aufbau der digitalen Filterstruktur und die Bestimmung der Filterparameter abgeleitet wird. Wellendigitalfilter wurden Anfang der 1970er Jahre von Alfred Fettweis entwickelt.

## Aufbau

Beispielhafte Filterstruktur eines Wellendigitalfilters als Latticefilter 2. Ordnung

Wellendigitalfilter sind in ihrer Struktur rekursive digitale Filter. Dies sind Filter, welche in ihrem Aufbau Rückkopplungen und Schleifen aufweisen und zählen zu der Klasse der IIR-Filter. Wellendigitalfilter kommen nicht mit der minimal möglichen Anzahl von Filterkoeffizienten aus. Die Struktur dieser Filter ist komplexer als bei den kanonischen Direktformen 1 und 2 und es werden mehr Rechenoperationen bei vergleichbarer Filterordnung benötigt.
Der Vorteil der Wellendigitalfilter liegt in ihrer höheren Unempfindlichkeit gegenüber Quantisierungsfehlern der Filterparameter. Von passiven analogen Filtern, auch LC-Abzweigschaltung genannt, ist bekannt, dass diese unempfindlich gegenüber Bauteiltoleranzen sind. Diese Bauteiltoleranzen von analogen Filtern entsprechen der begrenzten Genauigkeit der Filterparameter im digitalen Filter. Deshalb werden – ausgehend von den unempfindlichen analogen Filterstrukturen – entsprechende digitale Filterstrukturen abgeleitet, die dann eine ebenso hohe Unempfindlichkeit bei den zu realisierenden Parametern aufweisen. Bei konkreten Implementierungen in Signalprozessoren und FPGAs können unter Umständen kürzere Wortlängen in den Signalpfaden verwendet werden, was Rechenaufwand bzw. Schaltungsgröße minimiert.
Das Einsatzgebiet von Wellendigitalfilter umfasst dieselben Bereiche wie gewöhnliche digitale Filter in den Normalformen.